# Casa de Pedra Grotto
La Casa de Pedra est une grotte située dans la région karstique du parc touristique de l'État d'Alto Ribeira, entre les municipalités d'Apiaí et d'Iporanga, au sud de l'État de São Paulo, au Brésil.
Elle mesure 2 930 mètres de long et possède la plus grande entrée de grotte au monde, d'une hauteur de 172 mètres.
Elle se trouve dans la partie finale du sous-bassin hydrographique du ruisseau Maximiano qui pénètre dans la grotte sur environ 800 mètres avant de se jeter dans la rivière Iporanga.
Son nom provient de la taille de son portail, reconnu comme le plus grand du monde.[réf. nécessaire]